# 三十风雨路
《三十风雨路》（An Ode To Life），新加坡新传媒8频道时装剧集，于2004年8月10日至2004年10月4日期间首播，共40集，故事人洪汐，監製鄔毓琳。此剧是为黄碧仁“量身定做”的，且为2004年“最高收视率”电视剧。

## 演员表

### 主要演员
- 黄碧仁 飾 汪素枝
- 成建辉  饰 张文寿
- 曹国辉 饰 欧启明
- 徐绮 飾 邱美娜
- 张耀栋 飾 张文禧

### 其他演员
- 姚玟隆 飾 張文祿
- 杨莉冰 飾 張文思
- 杨莉娜 飾 郭愛玲
- 刘谦益 飾 張耀坤
- 蔡平開 飾 林鳳珠
- 洪培興 飾 張文福
- 唐育书 飾 张瑞安（少年：陳彥任）
- 章缜翔 飾 张瑞祥（童年：蔡協晉）
- 沈炜竣 飾 張瑞明
- 潘淑钦 飾 潘子男（少年：李咸鬟）
- 戴倩芸 飾 潘子鹃（童年：陳欣憶）
- 秦依凌 飾 翁小云
- 廖莹莹 飾 欧宝儿
- 易　凌 飾 刘莉莉
- 曾思佩 飾 老虎嫂
- 陈天祥 飾 汪金虎

## 奖项
- 《红星大奖2004》最高收视率电视剧
- 黄碧仁提名《红星大奖2004》最佳女主角奖
- 提名《红星大奖2004》最佳剧集

| 新加坡 新傳媒電視第8波道 （星期一到星期五 19:00到20:00）節目 | 新加坡 新傳媒電視第8波道 （星期一到星期五 19:00到20:00）節目 | 新加坡 新傳媒電視第8波道 （星期一到星期五 19:00到20:00）節目 |
| ------------------------------------------------------------ | ------------------------------------------------------------ | ------------------------------------------------------------ |
|                                                              | 三十风雨路 （2004年8月10日-2004年10月4日）                   |                                                              |
| 囍臨門 （2004年5月3日-2004年8月8日）                         | 囍臨門II （2004年10月5日-2004年12月31日）                    |                                                              |
| （星期六到星期日 7:00到9:00）（重播）                        |                                                              |                                                              |
| 同心圆1/2 （2018年10月7日-2019年3月30日）                    | 三十风雨路 （2019年3月31日-2019年6月8日）                    | 荷兰村 （2019年6月9日-2020年1月12日7:00-8:00 ）              |
| （星期日到星期一 4:00到6:00）（重播）                        |                                                              |                                                              |
| 吻我吧，住家男 （2021年4月19日-2021年5月23日）               | 三十风雨路 （2021年5月24日-2021年8月1日）                    | 和平的代价 （2021年8月2日-2021年9月26日）                    |
| （星期一 2:00到4:00）（重播）                                |                                                              |                                                              |
| 孩有明天2 （2024年8月5日-2021年10月7日）                     | 三十风雨路 （2024年10月14日-2025年3月3日）                   | 星闪闪 （2025年3月8日-2025年）                               |

}}